# أصحاب الإجماع
أصحاب الإجماع هو مصطلح في علم الرجال عند الشيعة الإثني عشرية، يطلق على مجموعات ثلاث من أصحاب الأئمة، عاصروا الفترة الممتدة من أواخر المئوية الهجريّة الأولى إلى أوائل المئويّة الثالثة، وهم ثمانية عشر رجلاً على، اشتهروا بالفقه والحديث، وقد تناولت أبحاث علماء الرجال إمكانية تصحيح كل رواية تُنقل عن أحدهم بطريق صحيح، فتعتبر بذلك الرواية بأكملها صحيحةً ويُعمل بمضمونها، بغض النظر عن أحوال باقي رجال السند بدءاً من أصحاب الإجماع، وصولاً للإمام المعصوم.

## نظرة تاريخية
أول من تحدّث عن مسألة أصحاب الإجماع هو الكشّي، حينما اعتقد الإجماع على تصديقهم وتصحيح ما يصح عنهم، فقال في تسمية الفقهاء من أصحاب أبي جعفر محمد الباقر وأبي عبد الله جعفر الصادق:أجتمعت العصابة على تصديق هؤلاء الأولين من أصحاب أبي جعفر وأصحاب أبي عبد الله، وانقادوا لهم بالفقه، فقالوا: أفقه الاوّلين ستة، زرارة ومعروف بن خربوذ وبريد وأبو بصير الأسدي والفضيل بن يسار ومحمد بن مسلم الطايفي، وقالوا: وأفقه الستة زرارة. وقال بعضهم مكان أبو بصير الأسدي أبي بصير المرادي وهو ليث بن البختري. ثم قال تحت نفس العنوان: «أجمعت العصابة على تصحيح ما يصح من هؤلاء، وتصديقهم لما يقولون، وأقرّوا لهم بالفقه، من دون أولئك الستة الذين عددناهم، وسمّيناهم، ستة نفر: جميل بن درّاج وعبد الله بن مسكان وعبد الله بن بكير وحماد بن عثمان وحماد بن عيسى وأبان بن عثمان. قالوا: وزعم أبو إسحاق الفقيه ثعلبة بن ميمون: إن أفقه هؤلاء جميل بن درّاج وهم أحداث أصحاب أبي عبد الله».
ووقال تحت عنوان «تسمية الفقهاء من أصحاب أبي إبراهيم موسى الكاظم وأبي الحسن علي الرضا»: «أجمع أصحابنا على تصحيح ما يصح من هؤلاء، وتصديقهم، وأقروا لهم بالفقه، والعلم. وهم ستة نفر أُخر، دون الستة نفر الذين ذكرناهم في أصحاب أبي عبد الله؛ منهم يونس بن عبد الرحمن وصفوان بن يحيى بيّاع السابري ومحمد بن أبي عمير وعبد الله بن المغيرة والحسن بن محبوب وأحمد بن محمد بن أبي نصر. وقال بعضهم مكان الحسن بن محبوب الحسن بن علي بن فضّال وفضالة بن أيوب. وقال بعضهم مكان فضالة بن أيوب عثمان بن عيسى وأفقه هؤلاء يونس بن عبد الرحمن وصفوان بن يحيى.»
ويشير الطوسي إلى مسألة أصحاب الإجماع بقوله: «إذا كان أحد الراويين أعلم وأفقه وأضبط من الآخر، فينبغي أن يقدم خبره على خبر الآخر ويرجح عليه، ولأجل ذلك قدمت الطائفة ما يرويه زرارة ومحمد بن مسلم وبريد وأبو بصير والفضيل بن يسار ونظراؤهم من الحفاظ الضابطين على رواية من ليس له تلك الحال.» كما أنه تمت الإشارة إلى الإجماع على المسألة في كلمات ابن شهرآشوب المازندراني وابن المطهر الحلّي وابن داوود الحلّي، والشهيد الأول والثاني.
أما البهائي فقد ترسّخ لديه أن كل رواية كان أحد أفرادها أصحاب الإجماع فهي تعتبر صحيحة، وهو رأى المير داماد، بل نزّل المراسيل منزلة الصحيح إذا وقع أحد رجال أصحاب الإجماع ضمن سند الحديث المرسل، أما أبو القاسم الخوئي فرفض القول بصحة مراسيلهم وكتب باب كامل في كتابه معجم رجال الحديث ليبطل هذا القول، وأعتبره: «ولكن هذا القول فاسد جزما، فإنه لا يحتمل إرادة ذلك من كلام الكشي.
ولو سلم أنه أراد ذلك فهذه الدعوى فاسدة بلا شبهة».

## أسماء الرواة
عدّد الكشّي أصحاب الإجماع على الشكل التالي:

### أصحاب محمدالباقر
| إسم المحدث          | سنة ولادته | سنة وفاته | نبذه عنه |
| ------------------- | ---------- | --------- | --- |
| زرارة بن أعين       | 80 هـ      | 148 هـ    | عبد ربه بن أعين هو أبو الحسن عبد ربه بن أعين بن سنسن الشيباني الكوفي، ولد سنة 80 هـ في مدينة الكوفة وتوفي سنة 148هـ، وله أخو إسمه حمران      |
| محمد بن مسلم الثقفي | 80 هـ      | 150 هـ    | أبو جعفر محمد بن مسلم بن رباح، وقيل: رياح، وقيل: حيان الثقفي بالولاء، الطائفي، الطحان، الكوفي، الأعور، الأوقص، الحداج، القصير، وقيل: السمّان. |
| الفضيل بن يسار      | غير مؤرخ   | 148 هـ    | الفُضيل بن يسار النهدي، مولى، أصله كوفي، نزل البصرة، ويكنى بأبي مسور، وقالوا: أن كنيته أبا القاسم، وقيل: أبو ميسور.                           |
| بريد بن معاوية      | غير مؤرخ   | 150 هـ    | يعتبر من رواة الحديث في القرن الثاني الهجري، وقد وقع في إسناد كثير من الروايات تبلغ زهاء (206) مورداً عند الشيعة                              |
| أبو بصير الأسدي     | غير مؤرخ   | 150 هـ    | يحيى بن أبي القاسم إسحاق الأسدي الكوفي، مولى بني أسد، لم تُحدّد المصادر تاريخ ولادته ومكانها، إلا أنّ من المحتمل أنّه ولد في الكوفة.             |
| معروف بن خربوذ      | غير مؤرخ   | 151 هـ    | يعد أيضا من رواة أهل السنة حيث له رواية واحد في كل من صحيح البخاري ومسلم وسنن ابن ماجه والدارمي وسنن ابن داود.                               |

وقال بعضهم مكان أبو بصير الاسدي: أبو بصير المرادي، وهو ليث بن البختري.

### أصحاب جعفرالصادق
| إسم المحدث        | سنة ولادته | سنة وفاته | نبذه عنه |
| ----------------- | ---------- | --------- | --- |
| عبد الله بن مسكان | غير مؤرخ   | 183 هـ    | عبد الله بن مُسكان مولى عنزة، وكنيته أبو محمد، وذكر أصحاب التراجم أنه توفي في أيام الإمام الكاظم أي قبل سنة 183 هـ قبل ظهور الواقفة. |
| حماد بن عثمان     | غير مؤرخ   | 190 هـ    | حمّاد بن عثمان، ذو الناب، مولى غني، كوفي، كان يسكن عرزم (جبانة الكوفة) فنُسب إليها فقالوا له: العرزمي، توفي سنة 190 هـ في الكوفة.     |
| أبان بن عثمان     | غير مؤرخ   | 200 هـ    | أبان بن عثمان بن يحيى بن زكريا اللؤلؤي البجلي بالولاء، البصري، الكوفي، المعروف بالأحمر                                              |
| حماد بن عيسى      | غير مؤرخ   | 208 هـ    | حمّاد بن عيسى بن عبيدة بن الطفيل الكوفي، وقيل: الواسطي، المعروف بغريق الجحفة، أصله عربي، وسكن البصرة.                                |
| جميل بن دراج      | غير مؤرخ   | غير مؤرخ  | وقع جميل بن درّاج في أسناد كثير من الروايات تبلغ 570 موردا، ورواياته عن المعصوم عند الشيعة تبلغ 239 موردا.                           |
| عبد الله بن بكير  | غير مؤرخ   | غير مؤرخ  | وهو فطحي المذهب، ولكنه ثقة في رواية الحديث.                                                                                         |

### أصحابالكاظموالرضا
| إسم المحدث              | سنة ولادته | سنة وفاته | نبذه عنه |
| ----------------------- | ---------- | --------- | --- |
| يونس بن عبد الرحمن      | 125 هـ     | 208 هـ    | كان له موقف حاسم في الرد على الواقفية وله الكثير من الكتب في الفقه والكلام والحديث، وغيرها.                                       |
| محمد بن أبي عمير        | 135 هـ     | 217 هـ    | أجمع علماء الشيعة على وثاقته وجلالة قدره وفقاهته، وذهب بعضهم إلى أنّ مراسيله في الحديث كالمسانيد.                                  |
| صفوان بن يحيى           | غير مؤرخ   | 210 هـ    | صفوان بن يحيى البَجلي الكوفيّ، كان من الورع والعبادة على ما لم يكن عليه أحد من طبقته، وثّقه كلّ من ترجم له.                           |
| أحمد بن أبي نصر البزنطي | غير مؤرخ   | 221 هـ    | أحمد بن محمد بن أبي نصر، البزنطي أما نسبة للدولة البزنطية والتي مساكنها شمالي دمشق الشام، أو نسبة إلى البلاد البزنطية وهي أرمينية |
| عبد الله بن المغيرة     | غير مؤرخ   | 224 هـ    | كان من الواقفية، ثم رجع عن وقفه، وآمن بإمامة الإمام الرضا، ونقل عنه الكثير من الروايات                                            |
| الحسن بن محبوب          | غير مؤرخ   | 224 هـ    | الحسن بن محبوب السرّاد، ويقال: الزرّاد، يُكنى أبا علي، مولى بجيلة، كوفي، ذكر الكشي صفات الحسن بن محبوب بقوله: وكان آدم شديد الأدمة   |

وقال بعضهم مكان الحسن بن محبوب: الحسن بن علي بن فضال، وفضالة بن أيوب. وقال بعضهم مكان فضالة بن أيوب: عثمان بن عيسى.